# Jean Annestay
 (janvier 2011).
Si vous disposez d'ouvrages ou d'articles de référence ou si vous connaissez des sites web de qualité traitant du thème abordé ici, merci de compléter l'article en donnant les références utiles à sa vérifiabilité et en les liant à la section « Notes et références ».
 (septembre 2018).
 (septembre 2018).
Jean Annestay, né le 6 octobre 1955 à Marseille, est un éditeur de bandes dessinées, dessinateur, écrivain, traducteur et producteur d’émissions radiophoniques et télévisuelles français.

## Biographie

### Enfance et formation
Jean Annestay naît le 6 octobre 1955 à Marseille. Par sa mère, il est d’ascendance corse.

### Carrière
La carrière de Jean Annestay commence au début des années 1980 dans le monde  de l’édition. Son éclectisme lui permet d’aborder plusieurs genres, parfois simultanément : bande dessinée, romans, essais, traduction, rédaction (préfaces, articles pour revues …).
La bande dessinée est le genre dans lequel il est le plus actif durant  les années 1980-1990. Il est successivement, parfois simultanément : éditeur, scénariste, dessinateur, traducteur (de l’italien et de l'anglais vers le français). Il est aussi auteur de livres et de jeux ayant trait à la Corse, où il a des attaches familiales.
Il publie et/ou collabore avec de nombreux auteurs reconnus tels que : Moebius, Geof Darrow, Frank Miller, Manara, Franquin, Christian Rossi, François Boucq, Jodorowsky, Paul-Loup Sulitzer, Jirō Taniguchi .
Il crée les éditions Gentiane et Aedena et travaille pour plusieurs éditeurs :  Casterman, Futuropolis, les Humanoïdes Associés, Dargaud, Albin Michel, Kōdansha, Artefact.
En 2008, il aborde le domaine de la spiritualité. Il traduit des ouvrages sur l’hindouisme et le soufisme, crée et dirige une collection aux Éditions Dervy, spécialisée dans ce domaine. Il est également producteur  d’émissions sur France Culture  et de documentaires sur Arte …).

## Œuvres
Son champ d’intervention étant large et varié, il serait difficile de dresser une liste chronologique et exhaustive  des  œuvres auxquelles  il a contribué, tous genres confondus.

### Bandes  dessinées
Quelques-unes des œuvres et revues auxquelles il a collaboré :
- Texte : collaborations occasionnelles à diverses revues comme Pilote, à (À suivre), Pif Gadget Les Humanoïdes associés entre 1983 et 1993.
- Directeur de collections entre 1982 et 1992, éditions : Artefact, Futuropolis, Humanoïdes Associés, Dargaud.
- Texte :  Le Portrait Fragmenté, avec Guido Crepax, dessin, éditions Ædena, 1986[4].
- Co-scénariste  avec Moebius, Alejandro Jodorowsky et Bruno Lecigne, Les Mystères de l'Incal », Humanoïdes Associés, 1989, plusieurs fois réédité[5].
- Texte :  d’après Paul-Loup Sulitzer, le Roi Vert[6] et Hannah[7], Dupuis, 1991-1994 ;
- Co-scénariste, collectif Le Chronatoscaphe, Nato, 2005[8]
- Co-scénariste avec Moebius et Jirō Taniguchi (manga), Icare, chez Dargaud, 2006[9],[10].
- Dessin et texte :  La Corse racontée aux petits et aux grands, Alif éditeur, 2009[11].

### Romans
- sous le pseudonyme de Jean Bruno, avec Thierry Bataille , L’empreinte du serpent, aux éditions Pocket, 1995[12].
- avec Hélène G. Couturier, Fuckin’Cool, aux éditions Flammarion, 2000[13].

### Spiritualité, religions
- Traducteur (de l’anglais vers le français) : La Porte du Ciel : Essais sur la métaphysique de l’architecture traditionnelle, de Ananda Coomaraswamy, Dervy, 2008[15].
- Auteur: Une femme soufie en Islâm : Rabi’a Al-'Adawiyya, essai, Entrelacs, 2009[16].
- Éditeur : Les Révélations de La Mecque d’Ibn Arabî (traduction par Abdallah Penot), Entrelacs, 2009[17]

### Radio, télévision

#### Radio
- Producteur :  Râbi’a et la doctrine spirituelle de l’Amour, émission « Une vie, une œuvre », 1re diffusion sur France Culture le 8 janvier 2006, rediffusée le 4 avril 2022 dans l’émission « Les Nuits de France Culture »[18].
- Producteur : Nato ou les aventures de Jean Rochard au pays des CD, émission Surpris par la nuit, diffusée  sur France Culture le 12 décembre 2006[19].
- Producteur : Abd el-Kader (1808-1883), émission Le mardi des auteurs, diffusée sur France Culture, 1er janvier 2009[20].